# Bosc-Bénard-Commin
Bosc-Bénard-Commin és un municipi francès situat al departament de l'Eure i a la regió de Normandia. L'any 2007 tenia 309 habitants.

## Demografia

### Població
El 2007 la població de fet de Bosc-Bénard-Commin era de 309 persones. Hi havia 112 famílies, de les quals 20 eren unipersonals (12 homes vivint sols i 8 dones vivint soles), 40 parelles sense fills, 44 parelles amb fills i 8 famílies monoparentals amb fills.
La població ha evolucionat segons el següent gràfic:
Habitants censats

### Habitatges
El 2007 hi havia 127 habitatges, 113 eren l'habitatge principal de la família, 9 eren segones residències i 6 estaven desocupats. 122 eren cases i 3 eren apartaments. Dels 113 habitatges principals, 96 estaven ocupats pels seus propietaris, 13 estaven llogats i ocupats pels llogaters i 4 estaven cedits a títol gratuït; 2 tenien una cambra, 2 en tenien dues, 17 en tenien tres, 33 en tenien quatre i 59 en tenien cinc o més. 104 habitatges disposaven pel capbaix d'una plaça de pàrquing. A 33 habitatges hi havia un automòbil i a 76 n'hi havia dos o més.

### Piràmide de població
La piràmide de població per edats i sexe el 2009 era:
| Homes | Edats   | Dones |
| ----- | ------- | ----- |
| 0     | 95 o +  | 0     |
| 0     | 90 a 94 | 0     |
| 0     | 85 a 89 | 0     |
| 0     | 80 a 84 | 0     |
| 8     | 75 a 79 | 4     |
| 8     | 70 a 74 | 0     |
| 12    | 65 a 69 | 12    |
| 0     | 60 a 64 | 8     |
| 4     | 55 a 59 | 0     |
| 4     | 50 a 54 | 8     |
| 20    | 45 a 49 | 16    |
| 0     | 40 a 44 | 8     |
| 24    | 35 a 39 | 12    |
| 0     | 30 a 34 | 12    |
| 4     | 25 a 29 | 0     |
| 8     | 20 a 24 | 0     |
| 8     | 15 a 19 | 12    |
| 0     | 10 a 14 | 8     |
| 16    | 5 a 9   | 20    |
| 0     | 0 a 4   | 4     |

## Economia
El 2007 la població en edat de treballar era de 215 persones, 153 eren actives i 62 eren inactives. De les 153 persones actives 137 estaven ocupades (70 homes i 67 dones) i 16 estaven aturades (9 homes i 7 dones). De les 62 persones inactives 25 estaven jubilades, 26 estaven estudiant i 11 estaven classificades com a «altres inactius».

### Ingressos
El 2009 a Bosc-Bénard-Commin hi havia 109 unitats fiscals que integraven 305 persones, la mediana anual d'ingressos fiscals per persona era de 19.013 €.

### Activitats econòmiques
Dels 5 establiments que hi havia el 2007, 1 era d'una empresa de construcció, 1 d'una empresa de comerç i reparació d'automòbils, 1 d'una empresa d'hostatgeria i restauració i 2 d'empreses de serveis.
L'any 2000 a Bosc-Bénard-Commin hi havia 8 explotacions agrícoles.

## Poblacions més properes
El següent diagrama mostra les poblacions més properes.